# أنقليس ثعباني روفوسي
أنقليس ثعباني روفوسي (الاسم العلمي: Ophichthus rufus) هو نوع من الأنقليس، يتبع فصيلة الأنقليس الثعباني.